# アスタクス属
アスタクス属（アスタクスぞく、学名：Astacus、古代ギリシア語で「ロブスター」または「ザリガニ」を意味する単語αστακός、astacósが由来）はヨーロッパと西アジアでみられるザリガニで構成されている属であり、現存している3種と絶滅した化石種4種で構成されている。
ザリガニペストによりヨーロッパではこの属のザリガニはほぼ壊滅状態であり、ヨーロッパの多くの国ではザリガニペストへの耐性が強いことが多い北米産のシグナルザリガニが取って代わっている。

## 現存している種

### A. astacus
ヨーロッパザリガニ（A. astacus）はヨーロッパでは最も一般的なザリガニの種であり、伝統的に食用とされている。他のザリガニと同様に淡水のみに生息し、汚染されていない河川や湖にのみ分布している。フランスから中央ヨーロッパ各地、バルカン半島、北はブリテン諸島、スカンディナヴィア、そして旧ソ連西部まで分布している。オスは16cm、メスは12cmまで成長することがある。

### A. leptodactylus
ターキッシュクレイフィッシュ（A. leptodactylus）は19世紀にカスピ海の地域から中央ヨーロッパに導入されたザリガニの種。

### A. pachypus
A.  pachypus（英：Caspian crayfish）はドン川、黒海とアゾフ海の一部に生息しているザリガニの種であり、生息地の塩濃度は1.4パーセントまでになっている。